# Sara Carbonero
Sara Carbonero Arévalo (Corral de Almaguer, Toledo, 3 de fevereiro de 1984) é uma jornalista esportiva e modelo espanhola.

## Biografia
Sem ter concluído a licenciatura em jornalismo pela Universidade Complutense de Madrid, Sara começou sua carreira profissional na Radio Marca,estação pela qual  cobriu todos os tipos de eventos esportivos, bem como trabalhou no programa matinal Balón desastre e apresentou o programa musical SuperMarca. Após um breve período na Cadena SER, foi incorporada em maio de 2007 à La Sexta, na qual assumiu o comando da informação esportiva em horário nobre, acompanhando de perto a Seleção Espanhola no EuroBasket 2007 e fazendo parte da equipe do programa Minuto y resultado. Também apresentou o programa de esportes radicais e aventura, 6º Nível.
Em abril de 2009, assinou com a Telecinco como apresentadora esportiva. Seu primeiro trabalho na emissora foi a cobertura como repórter da Copa das Confederações na África do Sul. Foi vice-diretora de esportes da emissora e apresentadora da primeira edição do programa Informativos Telecinco. No começo do ano de 2011 Sara assinou com o Deportes Cuatro onde está atualmente.
Em julho de 2009, foi eleita pela edição americana da revista FHM como a mais sexy repórter de esportes do mundo..

## Vida pessoal
Manteve uma relação com Iker Casillas de 2010 a 2021.
Iker Casillas e Sara Carbonero conheceram-se durante o decorrer da Copa Confederações 2009, em África do Sul. Nessa altura, ao contrário de Iker Casillas, que tinha acabado o seu relacionamento com Eva González, Sara Carbonero namorava um colega de trabalho. No começo de 2010, quando ambos estavam separados, Iker Casillas e Sara Carbonero começaram a namorar.
Na Copa do Mundo 2010, em África do Sul, Sara Carbonero voltou a fazer parte da equipa de jornalista da MediaSet que viajaram para África do Sul e, Iker Casillas continuou como guarda-redes titular da seleção. A seleção espahola consagrou-se campeã. Iker Casillas foi entrevistado pela namorada, Sara Carbonero, e no final beijou-a. Desde então, este beijo foi comentado em todas as redes, copiado e ficou na história.
Após três anos de namoro e dois anos a viver juntos, o casal comprou casa na urbanização mais segura de Madrid, La Finca, em 2013 e mudaram-se para lá.
Em 2013, após a Copa Confederações, o Brasil, o casal comunicou que iria ser papás pela primeira vez.
A 03 de janeiro de 2014, a três dias de começar o ano, a três dias de ser um presente dos Reis Magos, nasceu o pequeno Martin Casillas Carbonero, com 3.850 kg, a clínica Ruber Internacional, em Madrid.
Em Julho de 2015, quando Iker Casillas foi contratado pelo Futebol Clube do Porto, Sara Carbonero manifestou alguma hesitação em morar na cidade no Porto. Porém, logo após alguns dias do seu estabelecimento na cidade do Porto, que é a cidade do clube do seu marido, Sara mostrou-se fascinada com a cidade, publicando referências à mesma e elogiando-a no seu blogue pessoal. 
Desde a mudança de residência, vive com o seu marido, Iker Casillas, num condomínio fechado entre a Foz e o Fluvial, na freguesia de Lordelo do Ouro e Massarelos, na parte ocidental da cidade do Porto, conhecida pelo seu bem-estar social e bom nível de vida. Em novembro de 2015, a imprensa espanhola anuncia que o casal está à espera do seu segundo filho.
A 21 de maio de 2019, Sara Carbonero anunciou que estava se tratando de câncer no ovário. A revelação foi feita apenas 20 dias após Iker Casillas ter sofrido um infarto.

## Polêmica na Copa do Mundo
Durante o jogo entre Espanha e Suíça pela Copa do Mundo de 2010, torcedores espanhóis acusaram Sara Carbonero, que namora Iker Casillas, goleiro da seleção, de distrair o jogador no lance do gol que deu a vitória aos suíços por 1 a 0. No dia da final da Copa do Mundo de 2010, na África do Sul, Sara foi entrevistar Casillas, que lhe deu um beijo em rede nacional. Sara chegou a ser chamada de talismã da seleção espanhola devido a esse final emocionante, mas antes foi duramente criticada por dirigentes de futebol e até pela imprensa. Ao final do jogo, ela comentou:
"Podemos dizer que temos a melhor seleção do mundo. Podemos dizer que nunca poderíamos duvidar desta seleção, que o jogo da Suíça foi um acidente. Ninguém pode nos questionar, não tem talismã e nem nada".